# Giải vô địch bóng đá châu Âu 2000
Giải vô địch bóng đá châu Âu 2000 (UEFA Euro 2000) là Giải vô địch bóng đá châu Âu thứ 11 của UEFA, một giải đấu được tổ chức 4 năm 1 lần bởi UEFA, cơ quan điều hành bóng đá châu Âu.
Euro 2000 là giải đấu được đồng tổ chức bởi Bỉ và Hà Lan (lần đầu tiên trong lịch sử Euro) từ 10 tháng 6 đến 2 tháng 7 năm 2000. Giải đấu có sự tham gia của 16 đội tuyển quốc gia. Trong đó trừ hai nước chủ nhà Bỉ và Hà Lan, 14 đội còn lại phải vượt qua được vòng loại để tới vòng chung kết.
Pháp là đội vô địch giải đấu này, sau chiến thắng 2 - 1 trước Ý trong trận chung kết, bằng bàn thắng vàng. Còn Đức trở thành đội đương kim vô địch thứ ba bị loại ngay từ vòng bảng (sau lần đầu tiên vào năm 1984 cùng với Đan Mạch 1996).

## Vòng loại

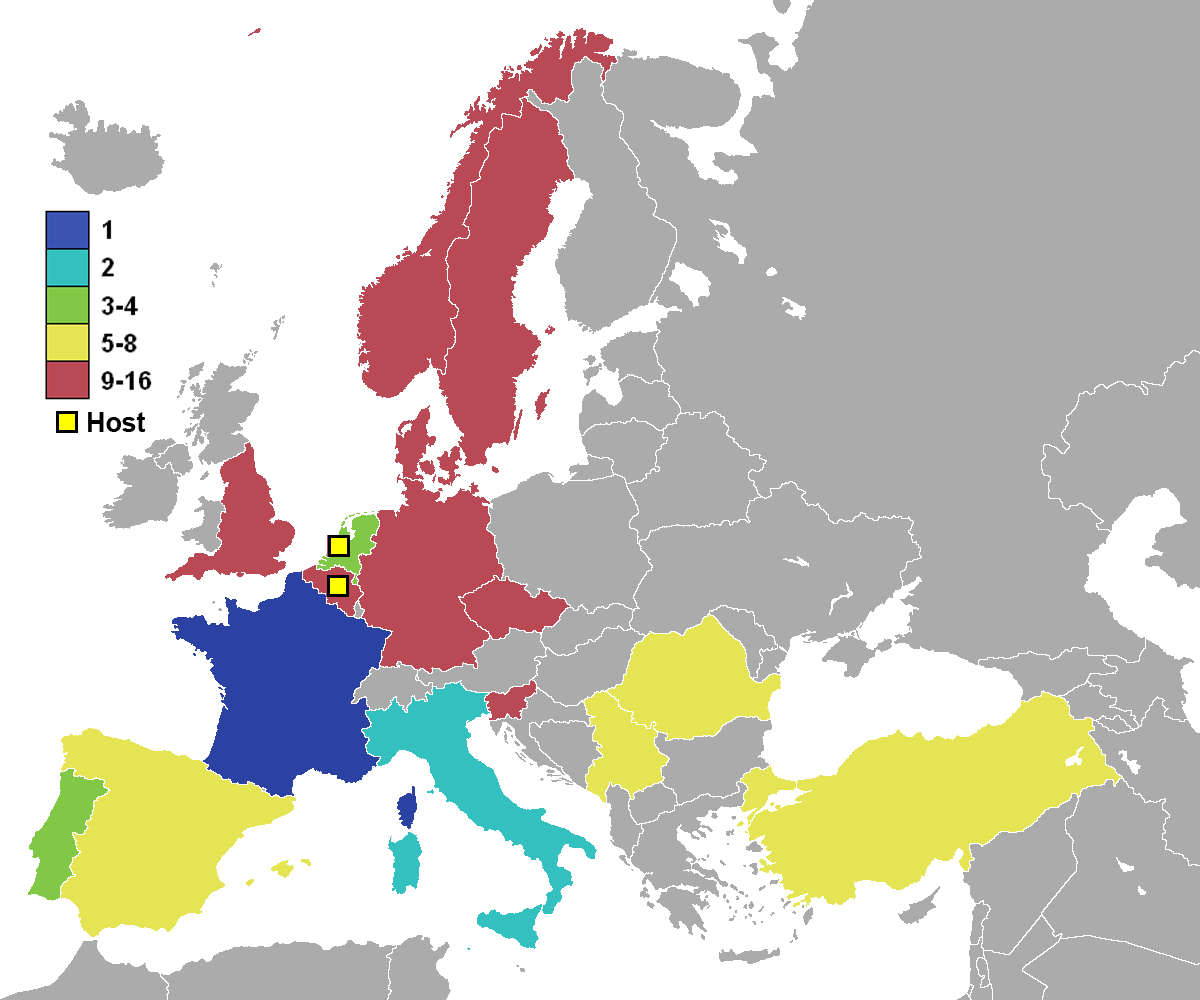
16 đội tham dự vòng chung kết UEFA Euro 2000.

Vòng loại diễn ra trong suốt thời gian từ 1998 đến 1999. 49 đội tuyển được chia thành 9 bảng và gặp từng đối thủ trong mỗi bảng theo thể thức lượt đi và về (sân nhà, sân khách). 9 đội đứng đầu 9 bảng và đội thứ nhì xuất sắc nhất giành quyền vào vòng chung kết. 8 đội đứng thứ nhì còn lại sẽ chia thành 4 cặp thi đấu loại trực tiếp để quyết định 4 tấm vé cuối cùng. Bỉ và Hà Lan được miễn thi đấu vòng loại do là nước chủ nhà.
16 đội tham dự vòng chung kết
| - Bỉ (chủ nhà) - Cộng hòa Séc - Đan Mạch - Anh - Pháp - Đức (đương kim vô địch) - Ý - Hà Lan (chủ nhà) | - Na Uy (lần đầu tham dự) - Bồ Đào Nha - România - Slovenia (lần đầu tham dự) - Tây Ban Nha - Thụy Điển - Thổ Nhĩ Kỳ - Nam Tư |

## Phân loại hạt giống
Lễ bốc thăm vòng bảng diễn ra lúc 15h (theo Giờ chuẩn Trung Âu - CET) vào ngày 12 tháng 12 năm 1999 tại Trung tâm Triển lãm Brussels (Bỉ) và được livestream trên trang web chính thức của UEFA.
Các đội được chia vào từ nhóm 1 đến nhóm 4 dựa trên Hệ số UEFA (cuối năm 1999), trừ nhóm 1 được tự động xếp hạt giống như sau: Đức với tư cách là đương kim vô địch (ĐKVĐ) cùng với đồng chủ nhà Bỉ và Hà Lan.
| Đội                   | Hệ số | Hạng |
| --------------------- | ----- | ---- |
| Đức (ĐKVĐ)            | 2.278 | 7    |
| Bỉ (đồng chủ nhà)     | 2.375 | 5    |
| Hà Lan (đồng chủ nhà) | 2.250 | 8    |
| Tây Ban Nha           | 2.611 | 1    |

| Đội          | Hệ số | Hạng |
| ------------ | ----- | ---- |
| România      | 2.600 | 2    |
| Na Uy        | 2.500 | 3    |
| Thụy Điển    | 2.389 | 4    |
| Cộng hòa Séc | 2.300 | 6    |

| Đội        | Hệ số | Hạng |
| ---------- | ----- | ---- |
| Nam Tư     | 2.222 | 9    |
| Bồ Đào Nha | 2.100 | 11   |
| Pháp       | 2.100 | 12   |
| Ý          | 2.063 | 13   |

| Đội        | Hệ số | Hạng |
| ---------- | ----- | ---- |
| Anh        | 2.000 | 15   |
| Thổ Nhĩ Kỳ | 1.938 | 18   |
| Đan Mạch   | 1.938 | 19   |
| Slovenia   | 1.000 | 37   |

1. ↑  Đương kim vô địch Đức (hệ số: 2.278; hạng 7) được tự động vào nhóm 1 bảng A (A1).
2. ↑  Đồng chủ nhà Bỉ (hệ số: 2.375; hạng 5) được tự động vào nhóm 1 bảng B (B1).
3. ↑  Đồng chủ nhà Hà Lan (hệ số: 2.250; hạng 8) được tự động vào nhóm 1 bảng D (D1).
4. ↑  Dẫn đầu Hệ số UEFA (hệ số 2.611; hạng 1) được tự động vào nhóm 1 bảng C.

Trước lễ bốc thăm, các đội hạt giống ở nhóm 1 được xếp vị trí: Đức (đương kim vô địch) lên A1, Bỉ (đồng chủ nhà) lên B1, Tây Ban Nha (hệ số cao nhất) lên C1, và Hà Lan (đồng chủ nhà) lên D1. Các đội được bốc thăm liên tiếp từ nhóm 2 đến nhóm 4 vào một bảng, mỗi đội được phân vào một vị trí cụ thể (nhằm mục đích xác định lịch thi đấu trong mỗi bảng).
Kết quả bốc thăm chia bảng như sau:
| Vị trí | Đội        |
| ------ | ---------- |
| A1     | Đức        |
| A2     | România    |
| A3     | Bồ Đào Nha |
| A4     | Anh        |

| Vị trí | Đội        |
| ------ | ---------- |
| B1     | Bỉ         |
| B2     | Thụy Điển  |
| B3     | Thổ Nhĩ Kỳ |
| B4     | Ý          |

| Vị trí | Đội         |
| ------ | ----------- |
| C1     | Tây Ban Nha |
| C2     | Na Uy       |
| C3     | Nam Tư      |
| C4     | Slovenia    |

| Vị trí | Đội          |
| ------ | ------------ |
| D1     | Hà Lan       |
| D2     | Cộng hòa Séc |
| D3     | Pháp         |
| D4     | Đan Mạch     |

## Sân vận động
| Bỉ                            | Bỉ                             | Hà Lan                            | Hà Lan                            |
| Bruxelles                     | Brugge                         | Amsterdam                         | Rotterdam                         |
| ----------------------------- | ------------------------------ | --------------------------------- | --------------------------------- |
| Sân vận động Nhà vua Baudouin | Sân vận động Jan Breydel       | Amsterdam Arena                   | Sân vận động Feijenoord           |
| Sức chứa: 50.000              | Sức chứa: 30.000               | Sức chứa: 52.000                  | Sức chứa: 51.000                  |
|                               |                                |                                   |                                   |
| BruxellesBruggeLiègeCharleroi | BruxellesBruggeLiègeCharleroi  | RotterdamAmsterdamEindhovenArnhem | RotterdamAmsterdamEindhovenArnhem |
| Liège                         | Charleroi                      | Eindhoven                         | Arnhem                            |
| Sân vận động Maurice Dufrasne | Sân vận động Pays de Charleroi | Sân vận động Philips              | GelreDome                         |
| Sức chứa: 30.000              | Sức chứa: 30.000               | Sức chứa: 33.000                  | Sức chứa: 30.000                  |
|                               |                                |                                   |                                   |

## Trọng tài
| - Gamal Al-Ghandour (Ai Cập) - Günter Benkö (Áo) - Kim Milton Nielsen (Đan Mạch) - Graham Poll (Anh) - Gilles Veissière (Pháp) - Markus Merk (Đức) - Pierluigi Collina (Ý) | - Dick Jol (Hà Lan) - Vítor Melo Pereira (Bồ Đào Nha) - Hugh Dallas (Scotland) - José Garcia Aranda (Tây Ban Nha) - Anders Frisk (Thụy Điển) - Urs Meier (Thụy Sĩ) |

## Vòng bảng

### Bảng A
| Đội        | Tr | T | H | B | BT | BB | HS | Đ |
| ---------- | -- | - | - | - | -- | -- | -- | - |
| Bồ Đào Nha | 3  | 3 | 0 | 0 | 7  | 2  | +5 | 9 |
| România    | 3  | 1 | 1 | 1 | 4  | 4  | 0  | 4 |
| Anh        | 3  | 1 | 0 | 2 | 5  | 6  | −1 | 3 |
| Đức        | 3  | 0 | 1 | 2 | 1  | 5  | −4 | 1 |

| 12 tháng 6 năm 2000 |     |            |
| Đức                 | 1–1 | România    |
| Bồ Đào Nha          | 3–2 | Anh        |
| 17 tháng 6 năm 2000 |     |            |
| România             | 0–1 | Bồ Đào Nha |
| Anh                 | 1–0 | Đức        |
| 20 tháng 6 năm 2000 |     |            |
| Anh                 | 2–3 | România    |
| Bồ Đào Nha          | 3–0 | Đức        |

### Bảng B
| Đội        | Tr | T | H | B | BT | BB | HS | Đ |
| ---------- | -- | - | - | - | -- | -- | -- | - |
| Ý          | 3  | 3 | 0 | 0 | 6  | 2  | +4 | 9 |
| Thổ Nhĩ Kỳ | 3  | 1 | 1 | 1 | 3  | 2  | +1 | 4 |
| Bỉ         | 3  | 1 | 0 | 2 | 2  | 5  | −3 | 3 |
| Thụy Điển  | 3  | 0 | 1 | 2 | 2  | 4  | −2 | 1 |

| 10 tháng 6 năm 2000 |     |            |
| Bỉ                  | 2–1 | Thụy Điển  |
| 11 tháng 6 năm 2000 |     |            |
| Thổ Nhĩ Kỳ          | 1–2 | Ý          |
| 14 tháng 6 năm 2000 |     |            |
| Ý                   | 2–0 | Bỉ         |
| 15 tháng 6 năm 2000 |     |            |
| Thụy Điển           | 0–0 | Thổ Nhĩ Kỳ |
| 19 tháng 6 năm 2000 |     |            |
| Thổ Nhĩ Kỳ          | 2–0 | Bỉ         |
| Ý                   | 2–1 | Thụy Điển  |

### Bảng C
| Đội         | Tr | T | H | B | BT | BB | HS | Đ |
| ----------- | -- | - | - | - | -- | -- | -- | - |
| Tây Ban Nha | 3  | 2 | 0 | 1 | 6  | 5  | +1 | 6 |
| Nam Tư      | 3  | 1 | 1 | 1 | 7  | 7  | 0  | 4 |
| Na Uy       | 3  | 1 | 1 | 1 | 1  | 1  | 0  | 4 |
| Slovenia    | 3  | 0 | 2 | 1 | 4  | 5  | −1 | 2 |

| 13 tháng 6 năm 2000 |     |             |
| Tây Ban Nha         | 0–1 | Na Uy       |
| Nam Tư              | 3–3 | Slovenia    |
| 18 tháng 6 năm 2000 |     |             |
| Slovenia            | 1–2 | Tây Ban Nha |
| Na Uy               | 0–1 | Nam Tư      |
| 21 tháng 6 năm 2000 |     |             |
| Nam Tư              | 3–4 | Tây Ban Nha |
| Slovenia            | 0–0 | Na Uy       |

### Bảng D
| Đội          | Tr | T | H | B | BT | BB | HS | Đ |
| ------------ | -- | - | - | - | -- | -- | -- | - |
| Hà Lan       | 3  | 3 | 0 | 0 | 7  | 2  | +5 | 9 |
| Pháp         | 3  | 2 | 0 | 1 | 7  | 4  | +3 | 6 |
| Cộng hòa Séc | 3  | 1 | 0 | 2 | 3  | 3  | 0  | 3 |
| Đan Mạch     | 3  | 0 | 0 | 3 | 0  | 8  | −8 | 0 |

| 11 tháng 6 năm 2000 |     |              |
| Pháp                | 3–0 | Đan Mạch     |
| Hà Lan              | 1–0 | Cộng hòa Séc |
| 16 tháng 6 năm 2000 |     |              |
| Cộng hòa Séc        | 1–2 | Pháp         |
| Đan Mạch            | 0–3 | Hà Lan       |
| 21 tháng 6 năm 2000 |     |              |
| Đan Mạch            | 0–2 | Cộng hòa Séc |
| Pháp                | 2–3 | Hà Lan       |

## Vòng đấu loại trực tiếp
|  | Tứ kết                 | Tứ kết                 |                       |       | Bán kết | Bán kết |  |  | Chung kết | Chung kết |
|  |                        |                        |                       |       |         |         |  |  |           |           |
|  | 25 tháng 6 - Bruges    |                        |                       |       |         |         |  |  |           |           |
|  |                        |                        |                       |       |         |         |  |  |           |           |
|  | Tây Ban Nha            | 1                      |                       |       |         |         |  |  |           |           |
|  | Tây Ban Nha            | 1                      | 28 tháng 6 – Brussels |       |         |         |  |  |           |           |
|  | Pháp                   | 2                      |                       |       |         |         |  |  |           |           |
|  | Pháp                   | 2                      | Bồ Đào Nha            | 1     |         |         |  |  |           |           |
|  | 24 tháng 6 – Amsterdam |                        | Bồ Đào Nha            | 1     |         |         |  |  |           |           |
|  |                        |                        | Pháp (h.p.)           | 2     |         |         |  |  |           |           |
|  | Thổ Nhĩ Kỳ             | 0                      | Pháp (h.p.)           | 2     |         |         |  |  |           |           |
|  | Thổ Nhĩ Kỳ             | 0                      | 2 tháng 7 – Rotterdam |       |         |         |  |  |           |           |
|  | Bồ Đào Nha             | 2                      |                       |       |         |         |  |  |           |           |
|  | Bồ Đào Nha             | 2                      | Pháp (h.p.)           | 2     |         |         |  |  |           |           |
|  | 24 tháng 6 - Brussels  |                        | Pháp (h.p.)           | 2     |         |         |  |  |           |           |
|  |                        | Ý                      | 1                     |       |         |         |  |  |           |           |
|  | Ý                      | Ý                      | 1                     | 2     |         |         |  |  |           |           |
|  | Ý                      | 29 tháng 6 - Amsterdam |                       | 2     |         |         |  |  |           |           |
|  | România                | 0                      |                       |       |         |         |  |  |           |           |
|  | România                | 0                      | Hà Lan                | 0 (1) |         |         |  |  |           |           |
|  | 25 tháng 6 - Rotterdam |                        | Hà Lan                | 0 (1) |         |         |  |  |           |           |
|  |                        |                        | Ý (pen.)              | 0 (3) |         |         |  |  |           |           |
|  | Hà Lan                 | 6                      | Ý (pen.)              | 0 (3) |         |         |  |  |           |           |
|  | Hà Lan                 | 6                      |                       |       |         |         |  |  |           |           |
|  | Nam Tư                 | 1                      |                       |       |         |         |  |  |           |           |
|  | Nam Tư                 | 1                      |                       |       |         |         |  |  |           |           |
|  |                        |                        |                       |       |         |         |  |  |           |           |

### Tứ kết
| Thổ Nhĩ Kỳ | 0–2      | Bồ Đào Nha          |
| ---------- | -------- | ------------------- |
|            | Chi tiết | Nuno Gomes 44', 56' |

| Ý                       | 2–0      | România |
| ----------------------- | -------- | ------- |
| Totti 33' · Inzaghi 43' | Chi tiết |         |

| Hà Lan                                                               | 6–1      | Nam Tư          |
| -------------------------------------------------------------------- | -------- | --------------- |
| Kluivert 24', 38', 54' · Govedarica 51' (l.n.) · Overmars 78', 90+1' | Chi tiết | Milošević 90+2' |

| Tây Ban Nha          | 1–2      | Pháp                       |
| -------------------- | -------- | -------------------------- |
| Mendieta 38' (ph.đ.) | Chi tiết | Zidane 32' · Djorkaeff 44' |

### Bán kết
| Pháp                               | 2–1 (s.h.p.) | Bồ Đào Nha     |
| ---------------------------------- | ------------ | -------------- |
| Henry 51' · Zidane 117' (phạt đền) | Chi tiết     | Nuno Gomes 19' |

| Ý                                      | 0–0 (s.h.p.) | Hà Lan                                 |
| -------------------------------------- | ------------ | -------------------------------------- |
|                                        | Chi tiết     |                                        |
| Loạt sút luân lưu                      |              |                                        |
| Di Biagio · Pessotto · Totti · Maldini | 3–1          | F. de Boer · Stam · Kluivert · Bosvelt |

### Chung kết
| Pháp                           | 2–1 (s.h.p.) | Ý              |
| ------------------------------ | ------------ | -------------- |
| Wiltord 90+3' · Trezeguet 103' | Chi tiết     | Delvecchio 55' |

## Cầu thủ ghi bàn
| 5 bàn - Patrick Kluivert - Savo Milošević 4 bàn - Nuno Gomes 3 bàn - Thierry Henry - Sérgio Conceição - Zlatko Zahovič 2 bàn - Vladimír Šmicer - Alan Shearer - Youri Djorkaeff - David Trézéguet - Sylvian Wiltord - Zinédine Zidane - Filippo Inzaghi - Francesco Totti - Frank de Boer - Marc Overmars - Boudewijn Zenden - Gaizka Mendieta - Alfonso Pérez - Hakan Şükür | 1 bàn - Bart Goor - Émile Mpenza - Karel Poborský - Steve McManaman - Michael Owen - Paul Scholes - Laurent Blanc - Christophe Dugarry - Mehmet Scholl - Antonio Conte - Alessandro Del Piero - Marco Delvecchio - Luigi Di Biagio - Stefano Fiore - Ronald de Boer - Steffen Iversen - Costinha - Luís Figo - João Pinto - Cristian Chivu - Ionel Ganea - Viorel Moldovan - Dorinel Munteanu - Miran Pavlin | - Joseba Etxeberria - Pedro Munitis - Raúl - Henrik Larsson - Johan Mjällby - Okan Buruk - Ljubinko Drulović - Dejan Govedarica - Slobodan Komljenović phản lưới nhà - Dejan Govedarica (trong trận gặp Hà Lan) |

## Đội hình tiêu biểu của UEFA
| Thủ môn             | Hậu vệ                                                | Tiền vệ                                                        | Tiền đạo                                              |
| ------------------- | ----------------------------------------------------- | -------------------------------------------------------------- | ----------------------------------------------------- |
| F. Toldo F. Barthez | F. De Boer A. Nesta F. Cannavaro M. Desailly L. Blanc | Luís Figo B. Zenden Z. Zidane E. Davids P. Vieira J. Guardiola | P. Kluivert F. Totti Nuno Gomes T. Henry S. Milošević |

## Bảng xếp hạng giải đấu
| R                   | Đội          | G | Pld | W | D | L | GF | GA | GD  | Pts |
| ------------------- | ------------ | - | --- | - | - | - | -- | -- | --- | --- |
| 1                   | Pháp         | D | 6   | 5 | 0 | 1 | 13 | 7  | +6  | 15  |
| 2                   | Ý            | B | 6   | 4 | 1 | 1 | 9  | 4  | +5  | 13  |
| Bị loại ở bán kết   |              |   |     |   |   |   |    |    |     |     |
| 3                   | Hà Lan       | D | 5   | 4 | 1 | 0 | 13 | 3  | +10 | 13  |
| 4                   | Bồ Đào Nha   | A | 5   | 4 | 0 | 1 | 10 | 4  | +6  | 12  |
| Bị loại ở tứ kết    |              |   |     |   |   |   |    |    |     |     |
| 5                   | Tây Ban Nha  | C | 4   | 2 | 0 | 2 | 7  | 7  | 0   | 6   |
| 6                   | Thổ Nhĩ Kỳ   | B | 4   | 1 | 1 | 2 | 3  | 4  | −1  | 4   |
| 7                   | România      | A | 4   | 1 | 1 | 2 | 4  | 6  | −2  | 4   |
| 8                   | Nam Tư       | C | 4   | 1 | 1 | 2 | 8  | 13 | −5  | 4   |
| Bị loại ở vòng bảng |              |   |     |   |   |   |    |    |     |     |
| 9                   | Na Uy        | C | 3   | 1 | 1 | 1 | 1  | 1  | 0   | 4   |
| 10                  | Cộng hòa Séc | D | 3   | 1 | 0 | 2 | 3  | 3  | 0   | 3   |
| 11                  | Anh          | A | 3   | 1 | 0 | 2 | 5  | 6  | −1  | 3   |
| 12                  | Bỉ           | B | 3   | 1 | 0 | 2 | 2  | 5  | −3  | 3   |
| 13                  | Slovenia     | C | 3   | 0 | 2 | 1 | 4  | 5  | −1  | 2   |
| 14                  | Thụy Điển    | B | 3   | 0 | 1 | 2 | 2  | 4  | −2  | 1   |
| 15                  | Đức          | A | 3   | 0 | 1 | 2 | 1  | 5  | −4  | 1   |
| 16                  | Đan Mạch     | D | 3   | 0 | 0 | 3 | 0  | 8  | −8  | 0   |

## Liên kết
- Trang chủ của UEFA